# داندر میفلین بی‌نهایت
«داندر میفلین بی‌نهایت» (به انگلیسی: Dunder Mifflin Infinity) قسمت سوم و چهارم از فصل چهارم مجموعۀ تلویزیونی کمدی آمریکایی اداره و به طور کلی قسمت پنجاه و ششم و پنجاه و هفتم این سریال می‌باشد. این قسمت توسط مایکل شور، که در این نمایش نیز بازی می‌کند، نوشته شده و کریگ زیسک کارگردانی آن را بر عهده داشته‌است و اولین بار در ۴ اکتبر ۲۰۰۷ در ایالات متحده از ان‌بی‌سی پخش شد. 
در این قسمت، رایان هوارد (بی جی نواک) به محل کار قدیمی خود باز می‌گردد و نقشۀ خود را برای آوردن فناوری به داندر میفلین فاش می‌کند. مایکل اسکات (استیو کرل) و دوایت شروت (رین ویلسون) سعی می‌کنند ثابت کنند که ارتباط فردی بهتر از فناوری است. در همین حال، جیم هالپرت (جان کرازینسکی) و پم بیزلی (جینا فیشر) رابطۀ خود را برای بقیه دفتر فاش می‌کنند، کلی کاپور (میندی کالینگ) تلاش می‌کند تا رابطۀ خود را با رایان دوباره از سر گیرد و رابطۀ دوایت و آنجلا مارتین (آنجلا کینزی) رو به زوال می‌رود.
«داندر میفلین بی نهایت» در جمعیت شناسی در رتبه بندی نیلسن برای سنین ۱۸ تا ۴۹ سال امتیاز ۴٫۵/۱۱ را دریافت کرد. این بدان معناست که ۴٫۵ درصد از کل خانوارهایی که در آن افراد ۱۸ تا ۴۹ ساله زندگی می‌کنند، این قسمت را تماشا کرده‌اند و یازده درصد تلویزیون‌های خود را در هر لحظه روی کانال تنظیم کرده‌اند. این قسمت توسط ۸٫۴۹ میلیون بیننده تماشا شد.